# Campeonato Mundial de Atletismo de 2011 - Salto com vara masculino
O salto com vara masculino do Campeonato Mundial de Atletismo de 2011 foi disputada entre os adias 27 e 29 de agosto  no Daegu Stadium, em Daegu

## Recordes
Antes desta competição, os recordes mundiais e do campeonato nesta prova eram os seguintes:
| Tipo                  | Atleta        | Altura | Local     | Data                | Ref |
| --------------------- | ------------- | ------ | --------- | ------------------- | --- |
|                       | Sergey Bubka  | 6,14   | Sestriere | 31 de julho de 1994 | ver |
| Recorde do campeonato | Dmitri Markov | 6,05   | Edmonton  | 9 de agosto de 2001 | ver |

## Medalhistas
| Ouro                      | Prata               | Bronze                  |
| Paweł Wojciechowski (POL) | Lázaro Borges (CUB) | Renaud Lavillenie (FRA) |

## Cronograma
| Data         | Hora  | Evento        |
| ------------ | ----- | ------------- |
| 27 de agosto | 10:40 | Primeira fase |
| 29 de agosto | 19:25 | Final         |

Todos os horários são horas locais (UTC +9)

## Resultados

### Primeira fase
Qualificação: Desempenho de qualificação 5,70 m (Q) ou pelo menos 12 melhores (q) avançam para a final. 
| Colocação | Grupo | Atleta                  | Nacionalidade  | 5,20 | 5,35 | 5,50 | 5,60 | 5,65 | Resultados | Notas |
| --------- | ----- | ----------------------- | -------------- | ---- | ---- | ---- | ---- | ---- | ---------- | ----- |
| 1         | A     | Romain Mesnil           | França         | -    | -    | o    | -    | o    | 5.65       | q     |
| 1         | A     | Konstantinos Filippidis | Grécia         | -    | o    | o    | o    | o    | 5.65       | q     |
| 1         | A     | Dmitry Starodubtsev     | Rússia         | -    | o    | o    | o    | o    | 5.65       | q     |
| 1         | B     | Lázaro Borges           | Cuba           | -    | o    | o    | o    | o    | 5.65       | q     |
| 1         | B     | Renaud Lavillenie       | França         | -    | -    | o    | -    | o    | 5.65       | q     |
| 6         | A     | Fábio Gomes da Silva    | Brasil         | -    | -    | o    | xo   | o    | 5.65       | q     |
| 6         | A     | Malte Mohr              | Alemanha       | -    | -    | xo   | o    | o    | 5.65       | q     |
| 8         | A     | Mateusz Didenkow        | Polónia        | -    | o    | o    | o    | xo   | 5.65       | q     |
| 9         | B     | Jeremy Scott            | Estados Unidos | -    | o    | o    | o    | -    | 5.60       | q     |
| 10        | B     | Łukasz Michalski        | Polónia        | -    | o    | xo   | o    | x-   | 5.60       | q     |
| 10        | B     | Derek Miles             | Estados Unidos | -    | o    | xo   | o    | -    | 5.60       | q     |
| 12        | A     | Daichi Sawano           | Japão          | -    | -    | o    | xxx  |      | 5.50       | q     |
| 12        | A     | Paweł Wojciechowski     | Polónia        | -    | o    | o    | xxx  |      | 5.50       | q     |
| 12        | B     | Jan Kudlička            | Chéquia        | -    | o    | o    | xxx  |      | 5.50       | q     |
| 12        | B     | Steven Lewis            | Guanabara      | o    | o    | o    | xxx  |      | 5.50       | q     |
| 12        | B     | Igor Bychkov            | Espanha        | o    | -    | o    | x-   | xx   | 5.50       | q     |
| 17        | A     | Alhaji Jeng             | Suécia         | -    | xo   | o    | xxx  |      | 5.50       |       |
| 18        | B     | Jérôme Clavier          | França         | -    | o    | xo   | -    | xxx  | 5.50       |       |
| 18        | B     | Yevgeny Lukyanenko      | Rússia         | -    | o    | xo   | xxx  |      | 5.50       |       |
| 20        | A     | Raphael Holzdeppe       | Alemanha       | -    | -    | xxo  | xxx  |      | 5.50       |       |
| 21        | B     | Giovanni Lanaro         | México         | -    | xo   | xxo  | xxx  |      | 5.50       |       |
| 22        | A     | Mark Hollis             | Estados Unidos | -    | o    | xxx  |      |      | 5.35       |       |
| 22        | B     | Denys Yurchenko         | Ucrânia        | -    | o    | xxx  |      |      | 5.35       |       |
| 24        | A     | Jere Bergius            | Finlândia      | -    | xo   | -    | xxx  |      | 5.35       |       |
| 24        | B     | Karsten Dilla           | Alemanha       | -    | xo   | -    | xxx  |      | 5.35       |       |
| 26        | B     | Kim Yoo-suk             | Coreia do Sul  | o    | xxx  |      |      |      | 5.20       |       |
|           | A     | Steven Hooker           | Austrália      | -    | -    | xxx  |      |      | NM         |       |
|           | A     | Edi Maia                | Portugal       | xxx  |      |      |      |      | NM         |       |

### Final
A final foi iniciada as 19:25 
| Colocação         | Atleta                 | Nacionalidade  | 5.50 | 5.65 | 5.75 | 5.85 | 5.90 | 5.95 | Resultados | Notas |
| ----------------- | ---------------------- | -------------- | ---- | ---- | ---- | ---- | ---- | ---- | ---------- | ----- |
| Medalha de ouro   | Paweł Wojciechowski    | Polónia        | o    | o    | o    | x-   | xo   | xxx  | 5,90       | =NR   |
| Medalha de prata  | Lázaro Borges          | Cuba           | o    | o    | xxo  | o    | xxo  | xxx  | 5,90       | NR    |
| Medalha de bronze | Renaud Lavillenie      | França         | -    | o    | o    | o    | xxx  |      | 5,85       |       |
| 4                 | Łukasz Michalski       | Polónia        | o    | o    | xo   | o    | xxx  |      | 5,85       | PB    |
| 5                 | Malte Mohr             | Alemanha       | o    | xo   | o    | xxo  | xxx  |      | 5,85       | SB    |
| 6                 | Konstadínos Filippídis | Grécia         | o    | xo   | xxo  | xxx  |      |      | 5,75       | =NR   |
| 7                 | Mateusz Didenkow       | Polónia        | xo   | xo   | xxo  | xxx  |      |      | 5,75       | =PB   |
| 8                 | Fábio Gomes da Silva   | Brasil         | xo   | o    | xxx  |      |      |      | 5,65       |       |
| 9                 | Steven Lewis           | Grã-Bretanha   | o    | xo   | xxx  |      |      |      | 5,65       | SB    |
| 9                 | Jeremy Scott           | Estados Unidos | o    | xo   | xxx  |      |      |      | 5,65       |       |
| 9                 | Jan Kudlička           | Chéquia        | o    | xo   | xxx  |      |      |      | 5,65       | SB    |
| 12                | Dmitriy Starodubtsev   | Rússia         | xo   | xo   | xxx  |      |      |      | 5,65       |       |
| 13                | Derek Miles            | Estados Unidos | o    | xxo  | xxx  |      |      |      | 5,65       |       |
| 14                | Daichi Sawano          | Japão          | xo   | xxo  | xxx  |      |      |      | 5,65       | SB    |
|                   | Igor Bychkov           | Espanha        | xxx  |      |      |      |      |      | NM         |       |
|                   | Romain Mesnil          | França         | -    | xxx  |      |      |      |      | NM         |       |

Legenda
| Recorde mundial       | Recorde mundial (World record)               |                       | Recorde africano                      | Recorde africano (African) |                                           | Q | Classificado por posição (Qualified) |
| Recorde do campeonato | Recorde do campeonato (Championship record)  | Recorde da América    | Recorde da América (Americas)         | q                          | Classificado por melhor tempo (Qualified) |   |                                      |
| Melhor marca do ano   | Melhor marca do ano (World leading)          | Recorde asiático      | Recorde asiático (Asian)              | DNS                        | Não largou (Did not start)                |   |                                      |
| Recorde nacional      | Recorde nacional (National record)           | Recorde europeu       | Recorde europeu (European)            | DNF                        | Não terminou (Did not finish)             |   |                                      |
| Recorde pessoal       | Recorde pessoal do atleta (Personal best)    | Recorde da Oceania    | Recorde da Oceania (Oceania)          | DSQ / DQ                   | Desclassificado (Disqualified)            |   |                                      |
| Recorde da temporada  | Recorde da temporada do atleta (Season best) | Recorde sul-americano | Recorde sul-americano (South America) | NM                         | Sem marca (No mark)                       |   |                                      |